# Емма Твігг
Емма Твігг (англ. Emma Twigg, нар. 1 березня 1987) — новозеландська веслувальниця, олімпійська чемпіонка 2020 року, срібна призерка Олімпійських ігор 2024 року, чемпіонка світу.

## Виступи на Олімпіадах
| Олімпіада           | Дисципліна | Місце |
| ------------------- | ---------- | ----- |
| Пекін 2008          | одиночки   | 9     |
| Лондон 2012         | одиночки   | 4     |
| Ріо-де-Жанейро 2016 | одиночки   | 4     |
| Токіо 2020          | одиночки   | 1     |
| Париж 2024          | одиночки   | 2     |

## Зовнішні посилання
- Емма Твігг — олімпійська статистика на сайті Sports-Reference.com (англ.) (архівна версія)
- Емма Твігг [Архівовано 13 квітня 2021 у Wayback Machine.] на сайті World Rowing.